# Капиротада
Капиротада (исп. capirotada, также capirotada de vigilia) — традиционное мексиканское блюдо, похожее на хлебный пудинг, который обычно едят во время Великого поста. Это одно из блюд, подаваемых в Страстную пятницу.

## История
Капиротада возникла из испанского блюда XV века, на которое сильно повлияла мавританская кухня. Капиротада, как и хлебный пудинг, была способом использовать чёрствый хлеб.  Легенда гласит, что блюдо, официально известное как capirotada de vigilia, было создано для того, чтобы использовать остатки перед началом Великого поста. Слово capirotada происходит от испанского слова capirote, которое в религиозном контексте относится к высокой конической шляпе.
Блюдо попало в Новый Свет вместе с испанскими конкистадорами, которые распространили католическую религию и испанскую культуру среди коренных народов Америки. В Мексике после завоевания коренные народы, такие как ацтеки, использовали анисовый чай, чтобы смягчить черствый хлеб и смочить сухое мясо, что было распространенной проблемой на испанских кораблях, совершавших путешествие через Атлантику. Так пикантное блюдо капиротада постепенно становилось слаще после того, как ингредиенты Нового Света и местные традиции были объединены с существующей испанской версией, что привело к значительному увеличению разновидностей капиротады. Несмотря на то, что капиротада изначально употреблялась перед Великим постом, теперь её употребляют во время Великого поста, особенно во время Страстной недели и в Страстную пятницу.

## Религиозное значение
Ингредиенты в основном те же самые, что использовались в 1640-х годах для приготовления хлеба и пирожных. Эти ингредиенты и рецепты были зарегистрированы Священной канцелярией инквизиции и хранятся по сей день в архивах. Основные ингредиенты несут в себе богатую символику Страстей Христовых, и блюдо рассматривается многими мексиканскими и мексикано-американскими семьями как напоминание о страданиях Христа в Страстную пятницу. Хлеб представляет Тело Христа, сироп — Его кровь, гвоздика — гвозди креста, а целые палочки корицы — дерево креста. Плавленый сыр обозначает Священную Плащаницу.

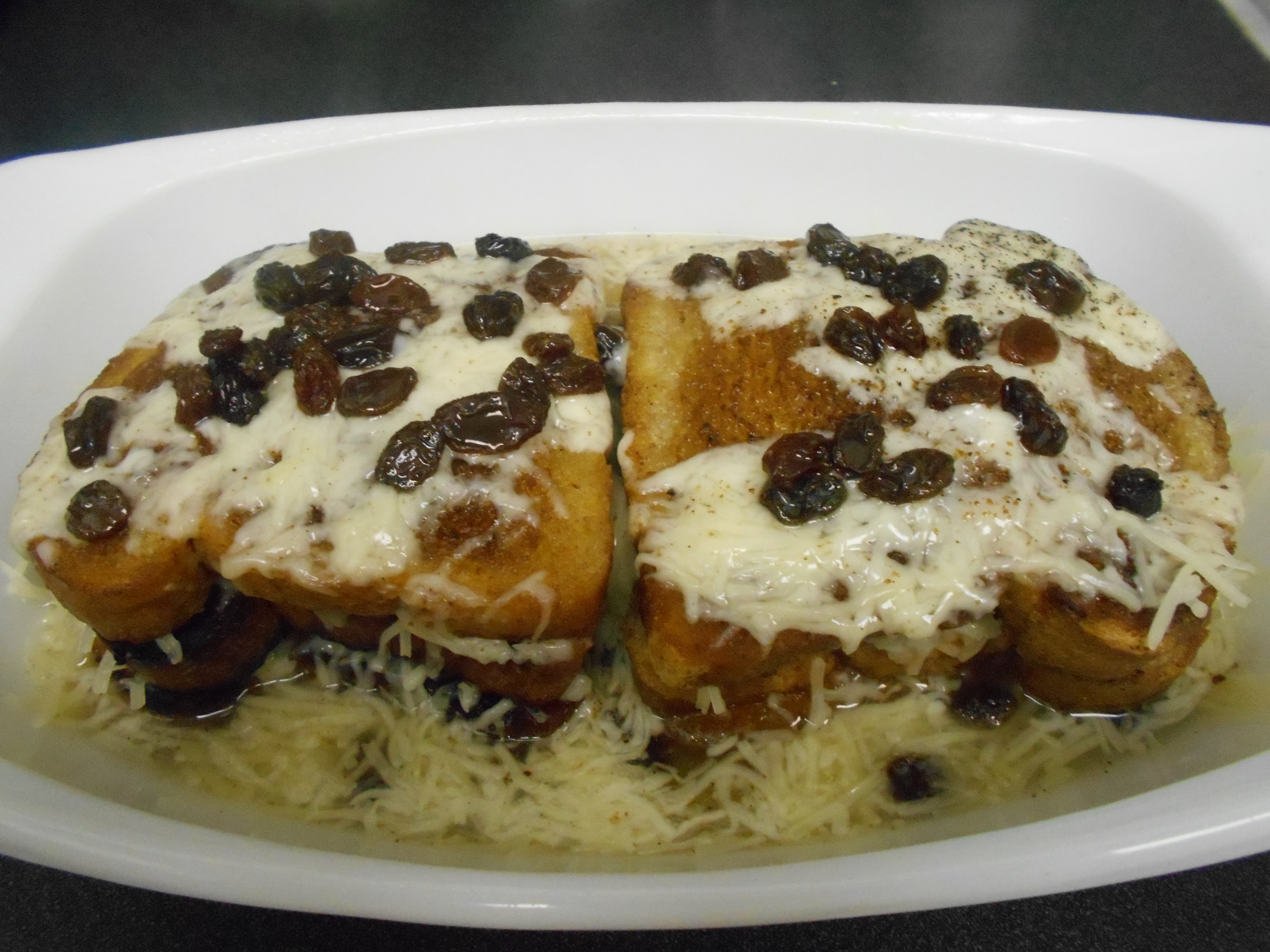
Капиротада

## Ингредиенты
Существуют различные варианты приготовления блюда. Обычно он состоит из поджаренного болильо (похожий на французский багет хлеб) пропитанного глинтвейном и следующих компонентов: цельный тростниковый сахар, известный как пилонсильо; гвоздика; палочки корицы. Распространёнными ингредиентами могут быть орехи, семечки и сушёные (а иногда и свежие) фрукты (яблоки, финики, изюм, абрикосы, арахис, орех пекан, миндаль, кедровые орехи, грецкие орехи). Кроме того, добавляют выдержанный сыр, что может объяснить, почему в некоторых рецептах требуется молоко. 
Многие рецепты капиротады не включают мясо из-за традиционной ассоциации блюда с Великим постом, хотя в некоторые из них мясо входит в качестве слоя. Некоторые варианты капиротады включают помидоры и лук для сиропа. В других вариантах используется кинза, лавровый лист, банан или посыпка.